# Artushof (Magdeburg)

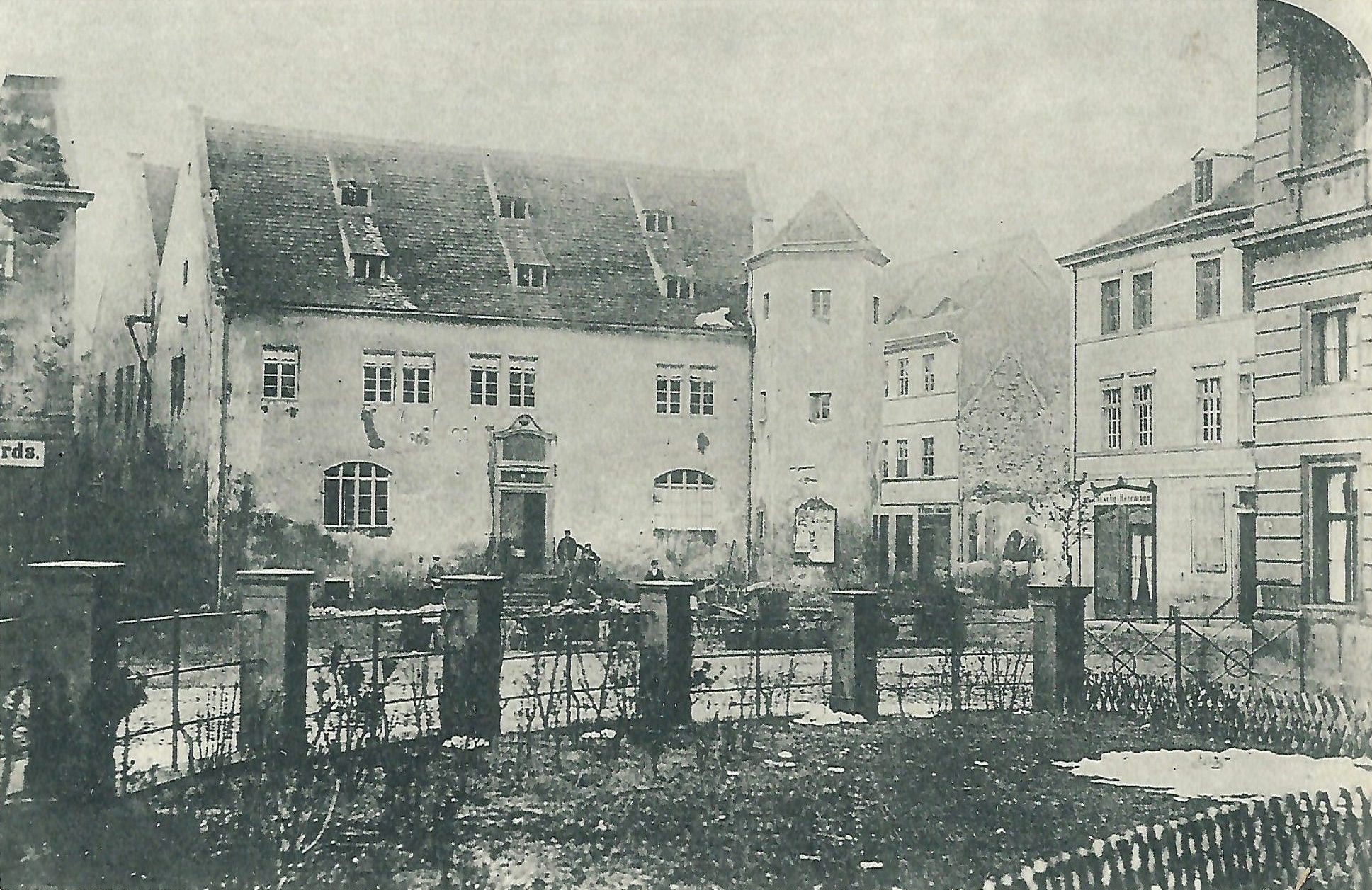
Artushof, vor dem Umbau, noch in Nutzung als Waisenhaus; Blick vom Bereich vor der Johanniskirche, links des Hauses mündet die Kleine Junkerstraße, rechts die Große Junkerstraße ein

Der Artushof war ein historisches Gebäude in Magdeburg im heutigen Sachsen-Anhalt. Es wurde im Zweiten Weltkrieg zerstört und gilt als verlorengegangenes Baudenkmal.

## Lage
Das Gebäude befand sich in der Magdeburger Altstadt auf der Südseite der Johannisbergstraße an der Adresse Johannisbergstraße 3. Westlich des Hauses mündete die Große Junkerstraße, östlich die Kleine Junkerstraße auf die Johannisbergstraße ein. Heute befindet sich in diesem Bereich der südliche Teil der Jakobstraße, südöstlich vom Rathaus Magdeburg und südwestlich der Sankt-Johannis-Kirche.

## Geschichte und Architektur
Das zweigeschossige verputzte Gebäude verfügte über zwei, parallel zueinander angeordnete Satteldächer. Ursprünglich war das Gebäude als Eigenbefestigung angelegt. Im Kern war der Bau Teil des Magdeburger Stadtkerns aus ottonischer Zeit. So verfügte das Haus über mächtige Tonnengewölbe, es bestanden auch Schlitz- und Rundbogenfenster sowie im Inneren eine barocke Treppe. In der südöstlichen Ecke bestand ursprünglich ein Wehrturm aus der Zeit um das Jahr 1200.
Im 15. Jahrhundert gehörte das Anwesen dem Bürgermeister Heinrich Alemann, der es 1506 seinem Sohn Thomas Alemann, der ebenfalls Bürgermeister war, vererbte. Ihm folgte sein Sohn, Bürgermeister Thomas Alemann, nach, der 1563 als Besitzer geführt wurde. 1631 gehörte das Gebäude dem Kämmerer Dietrich Brewitz (auch Brebitz), der jedoch während der Zerstörung Magdeburgs im Jahr 1631 umkam. Das Gebäude selbst brannte bei der Zerstörung aus. In einem von Bürgermeister Otto Gerike 1632 gezeichneten Stadtplan wird das Gebäude fälschlich noch als Alemanns Haus bezeichnet. Die Witwe Brewitz war zumindest 1652 Besitzerin des Grundstücks. In der Zeit bis 1667 erwarb Oberst Johann Schmied von Schmiedseck, Kommandeur der Festung Magdeburg, das Grundstück und bebaute es neu.
Er ließ im Jahr 1667 über der Hauseingangstür ein mit kleinen Pilastern, Gebälk, Giebel und seitlich anlehnenden Delphinen versehenen Aufsatz anbringen, auf dem sich sein Wappen samt Wahlspruch und seiner Initialen und denen seiner Ehefrau befand. Das Wappen zeigte in einem Schild zwei Fähnchen haltende Hände und darunter ein Hufeisen. 1787 wurde der Stein dann an der Durchfahrt unterhalb des Nebengebäudes neu eingemauert. Noch 1871 wurde als Inschrift oberhalb der Haupttür des Seitengebäudes zur Großen Junkerstraße angegeben:
Nach dem Abriss des Nebengebäudes war der Stein erneut umgesetzt worden und an der vom Garten des Hauses nach Westen zur Großen Junkerstraße führenden Tür angebracht. Der Stein wurde später von den Nachfahren Schmied von Schmiedseck erworben und 1936 an einem Gut der Familie angebracht.
1670 führte Schmied von Schmiedseck einen Streit mit dem Rat der Stadt, da er für sein Haus, letztlich erfolgreich, Steuerfreiheit verlangte. 1675 wurde er jedoch unter dem Vorwurf hochverräterischer Beziehungen zu Schweden verhaftet. Im Jahr 1679 werden bereits seine Erben als Eigentümer des Gebäudes genannt, denen wohl auch die Bleckenburg bei Buckau gehörte. Ihnen folgt Oberstleutnant Wilhelm Ludwig Schmied von Schmiedseck nach. Seine Erben veräußerten das Anwesen im Jahr 1718 für 5000 Taler an den Hauptmann Friedrich Karl von Klingsporn. Er erwarb für das Gebäude im Jahr 1719 das Braurecht und blieb bis 1726 Besitzer.
Das Gebäude gelangte dann 1765 in königliches Privateigentum und wurde Geschäftshaus der Tabakregie. Kurz nach dem Tode Friedrich II. im Jahr 1786 wurde die staatliche Tabakbewirtschaftung eingestellt, so dass das Haus ungenutzt war. Das Presbyterium der Deutsch-reformierten Gemeinde wandte sich am 2. Oktober 1786 an König Friedrich Wilhelm II. mit der Bitte um schenkweise Überlassung des Hauses zur Nutzung als Armen- und Waisenhaus. Unterstützt wurde das Anliegen vom preußischen Staatsminister Graf Gebhard Werner von der Schulenburg, auch war der König dem ersten Prediger der Gemeinde, dem Konsistorialrat Küster gewogen. Friedrich Wilhelm II. schenkte das Haus am 8. August 1787 dann tatsächlich der Deutsch-reformierten Kirchengemeinde Magdeburgs, die hier das Armen- und Waisenhaus einrichtete. Am Vorderhaus über der Haupttür, andere, wohl unrichtige, Angaben nennen die Gartenseite des Gebäudes, wurde eine an diese Schenkung erinnernde Inschrift angebracht. Sie lautete:
Der ursprünglich 1667 oberhalb der Haustür angebrachte Stein, wurde dafür an das Nebengebäude versetzt. Im Zuge der Einrichtung des Waisenhauses fanden vermutlich Umbauten statt. Dabei wurde das ursprüngliche Portal entfernt und durch ein neues im Geschmack der damaligen Zeit ersetzt. Darüber hinaus entstanden vermutlich auch Nebengebäude. Einer dieser Nebenbauten zog sich langgestreckt entlang der Großen Junkerstraße. Er verdeckte teilweise die mit Spitzquadern verzierte Gewandung des älteren Torwegs, der von Westen auf den Hof des Anwesens führte.
Vor 1874, im dritten Viertel des 19. Jahrhunderts, erfolgte die Umnutzung in ein Gasthaus. Dabei wurde der an der nordwestlichen Ecke befindliche markante achteckige Turm abgerissen und die Vorderfront des Gebäudes neu gestaltet. Die Struktur der parallelen Satteldächer blieb erhalten, zur Johannisbergstraße hin wurde jedoch ein vierachsiger neuer Flügel vorgesetzt. Die im 17. Jahrhundert errichteten Nebengebäude wurden abgerissen. Auch ein auf der Rückseite des Gebäudes befindliches, mit flachen Ornamenten und Rosetten im Bogen verziertes Portal wurde entfernt. An den Seiten des Portals befanden sich Muschelnischen, deren Inneres von einem flach ausgearbeiteten großem Blatt geziert war. Zugleich erfolgte auch der Abriss eines alten Hoftores.
Das Gebäude gehörte der Buckauer Dampf-Bierbrauerei Reichardt & Schneidewin und wurde um 1900 als Buckauer Bierhalle betrieben. Auch nach Übernahme der Brauerei durch die Bodenstein Brauerei im Jahr 1914 blieb es noch bis etwa 1920 beim Namen Buckauer Bierhalle. Neben großen Gasträumen bestanden auch Billard-Salons, Veranden und ein großer Garten mit Brunnen. Im Garten des Hauses wurden um die Jahrhundertwende herum täglich Konzerte veranstaltet.
Den Namen Artushof erhielt das Gebäude erst um 1920. Als Grund für die Benennung wurde vermutet, dass das Gebäude zwischen Großer und Kleiner Junkerstraße lag und die Stadtjunker im Mittelalter auch König Artus Tafelrunde aufgeführt hätten. Am 22. Juni 1920 war der Artushof Ort einer politischen Veranstaltung, in der der Pazifist Harry Graf Kessler redete. Am Rande der Veranstaltung konferierte der Magdeburger Schularzt Ernst Thesing mit Graf Kessler, dem späteren IHK-Präsidenten Curt Ramdohr und Georg Schümer.
Noch bis 1944/1945 war die Brauerei Bodenstein Eigentümerin des Hauses. Pächter des Restaurants war der Gastwirt W. Brüning. Im Zweiten Weltkrieg wurde das Gebäude zerstört. Die Stiftungstafel aus dem Jahr 1787 wurde vom Team unter Werner Priegnitz geborgen und eingelagert. Das Grundstück wurde später mit der neu geführten Jakobstraße überbaut.